# Buddhizmus Skóciában
A buddhizmus Skóciában kisebbségi vallásnak számít, amelynek a története nem nyúlik vissza messzire a múltba. Skóciában a magukat buddhistának vallók száma a teljes lakosság mintegy 0,13%-át teszik ki (2001). A népszámlálás során megkérdezték, hogy melyik vallásban nevelkedtek, és mi a jelenlegi vallásuk. 6830 ember jelölte meg a buddhizmust jelenlegi vallásaként, amelyből 4704 jelentette azt, hogy ebben a vallásban is nevelkedett. Ezek alapján 3146 fő vette fel a buddhizmust az élete során később.

## Története

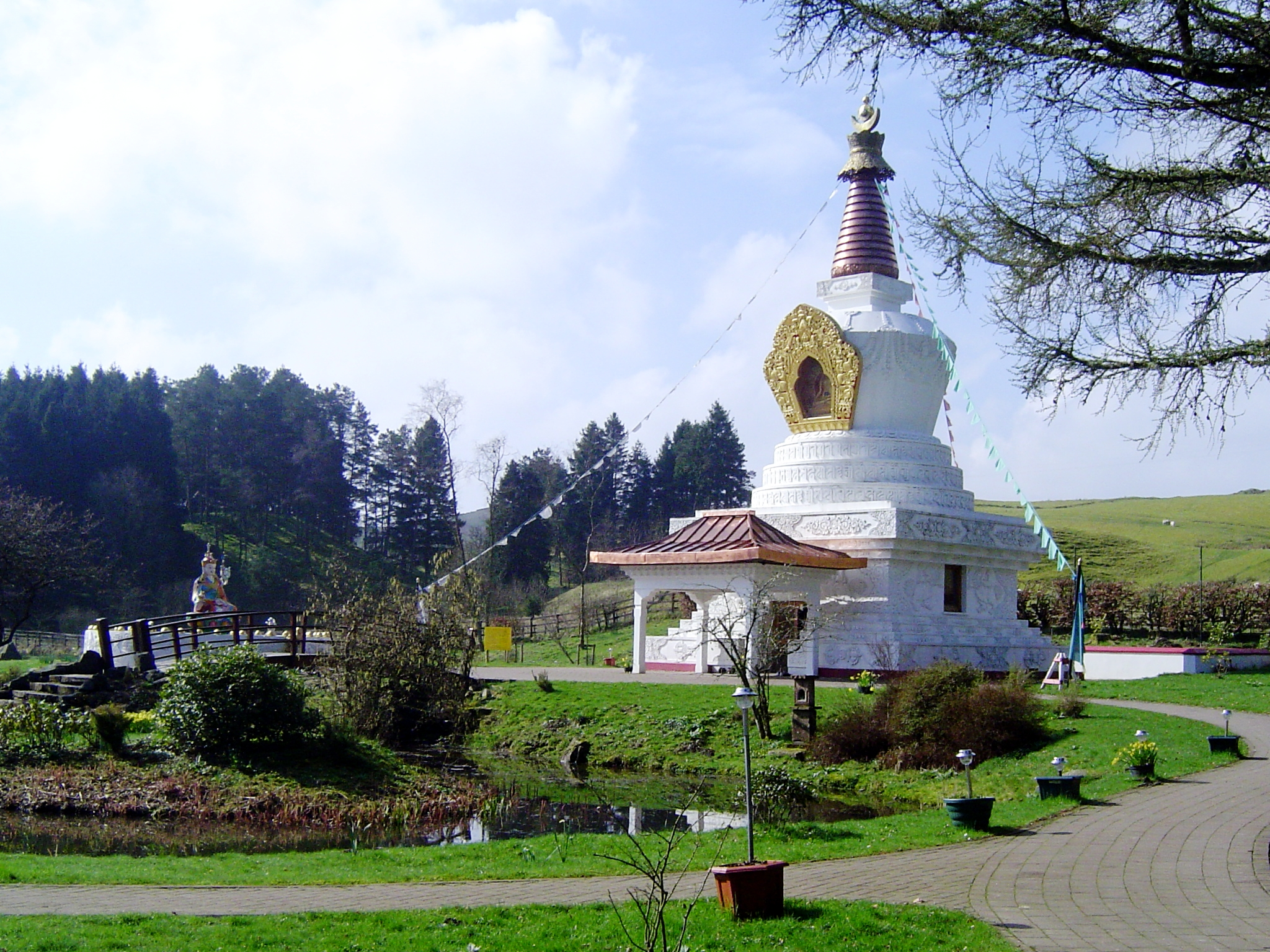
A Skóciában található main stupa at Szamjé Ling kolostor fő épülete

A buddhizmus Skóciára legkorábban a Brit Birodalom délkelet-ázsiai terjeszkedése idején gyakorolt hatást, amelynek eredményeképpen skótok is eljutottak a théraváda buddhista hagyományokkal rendelkező Burmába, Thaiföldre és Srí Lankába. Kezdetben az érdeklődés csupán a tudományos körökben volt jellemző, amelynek egyik első eredménye a Páli Szöveg Társaság (Pali Text Society) megalapítása volt. Ez a társaság elsősorban arra vállalkozott, hogy lefordítsa a hatalmas terjedelmű théraváda páli kánont angol nyelvre.
A buddhizmus csupán lassan ért el a hétköznapi emberekhez. Az 1950-es években alakult ki érdeklődés a zen buddhizmus felé, majd 1967-ben alapították meg a Szamjé Ling kolostort Csögyam Trungpa rinpocse és Akong rinpocse tibeti lámák. Ez a karma kagyü hagyományhoz tartozó kolostor Délnyugat-Skóciában található, egy Eskdalemuir nevű faluban, és ez Nyugat-Európa egyik legnagyobb tibeti buddhista központja.
Ezeken kívül léteznek további, új, buddhizmusra épülő vallási mozgalmak is, mint például az új kadampa hagyomány, a Nemzetközi Szóka Gakkai vagy a triratana buddhista közösség. Ez utóbbinak Balquhidder nevű apró faluban vannak elvonulási helyei.

## Szamjé Ling
A Kagyü Szamjé Ling Kolostor és Tibeti Központot 1967-ben alapították. Itt található Nyugat-Európa legnagyobb buddhista temploma.